# 男はつらいよ 柴又慕情
『男はつらいよ 柴又慕情』（おとこはつらいよ しばまたぼじょう）は、1972年8月5日に公開された日本映画。マドンナ役に吉永小百合を迎えた『男はつらいよ』シリーズ第9作。同時上映は『祭りだお化けだ全員集合!!』。

## 作品概要

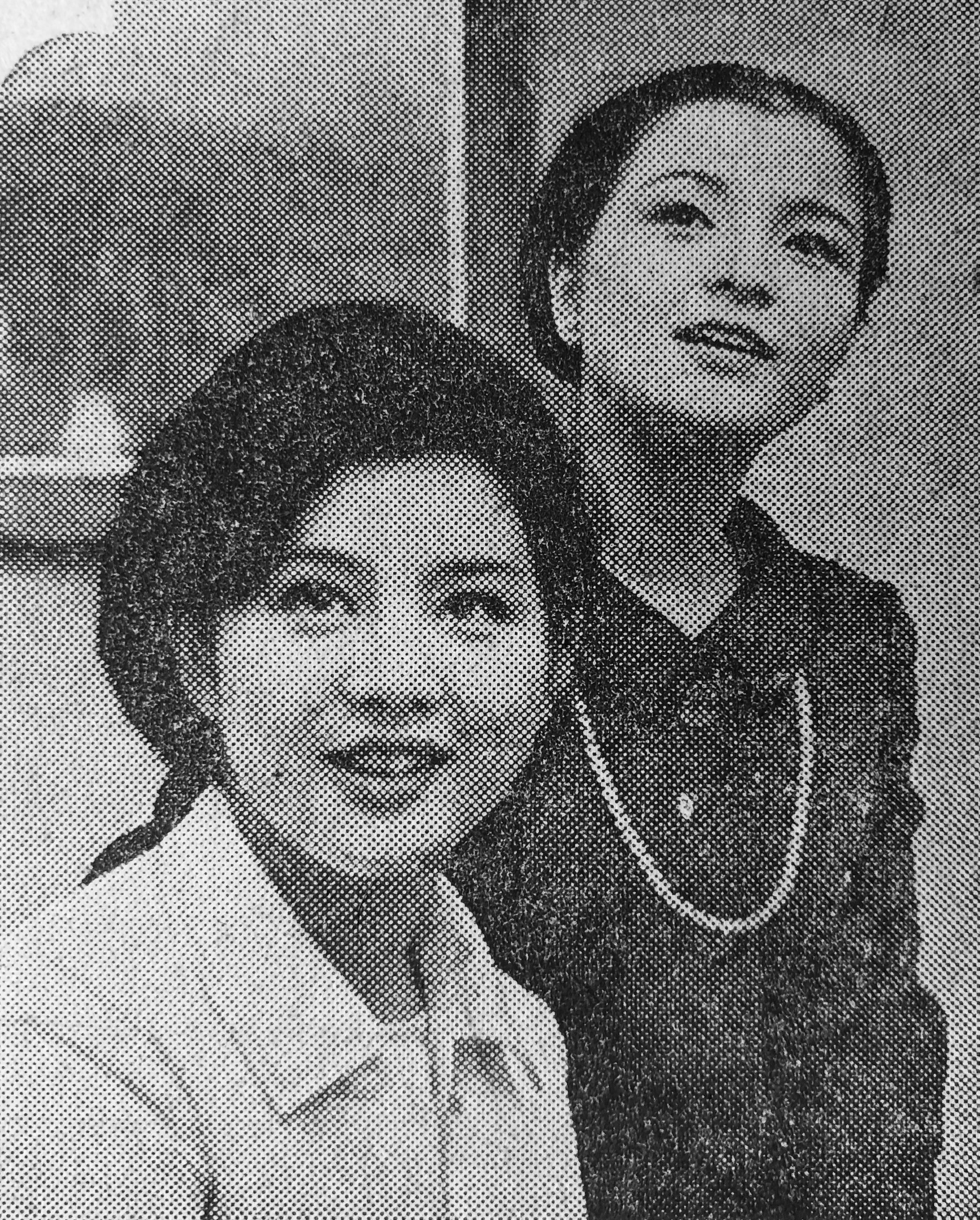
吉永小百合、倍賞千恵子

- テレビシリーズ版からおいちゃん役を演じた森川信が死去したことに伴い、松村達雄が2代目おいちゃん役に抜擢された。
- 本作のみ満男は中村はやとが出演できず、急遽沖田康浩が演じている。
- 本作より、8月（盆休み）・12月（年末年始）の公開日程が確立された（以降、1989年まで（1986・1988年を除く）8月・12月に新作が公開された）。
- 吉永小百合が演じる歌子は13作目の『寅次郎恋やつれ』で再び登場する。

## あらすじ
とらやでは、さくらたちが家を建てる際の資金の足しにしようと、2階の寅次郎の部屋を貸し出そうとしていたが、そこに帰ってきた寅次郎は「もうお前の住むところはない」と言われたように感じ、気分を害してしまう。とらやを出て行こうと訪れた不動産屋で紹介された物件がなんととらやの「貸間」で、元々の自分の部屋を紹介されて仲介手数料を取られたいらだちから大げんか。さくらたちの建てる家についても馬鹿にするような発言をしたことでさくらを泣かせてしまった寅次郎は、いたたまれずとらやを去る。
寅次郎が今回の啖呵売の旅に選んだ金沢には、歌子（吉永小百合）、みどり、マリの友達3人連れが来ていた。3人はここ数年、ともに日本各地をめぐっていたが、だんだんつまらなくなっていると感じていた。福井に移動し、気ままに旅をする3人が茶屋で休息を取っていたところ、そこに居合わせた寅次郎がふとしたきっかけで話しかけ、味噌田楽をごちそうする。彼女たちと仲良く記念写真に収まることになった寅次郎は、「チーズ」と言うところを「バター」とやってしまった事で大ウケ。これですっかり彼女たちと打ち解けて、ともに旅をすることになる。別れ際、寅次郎と会えたことで今回の旅が楽しくなったと、歌子が土産として買ってあった焼き物の鈴をお礼として渡す。そんなこともあって、寅次郎ははるか年下の歌子に強く心惹かれてしまう。
柴又に戻った寅次郎は、寅次郎に会えるかもしれないと柴又に来ていたみどりとマリに偶然出会い、2人に連れ帰られるようにとらやの敷居をまたぐ。寅次郎は2人からうれしい話を聞く。両親が離婚しているために、著名な小説家だが家のことは何もできない父親（宮口精二）の面倒を一人で見る必要がある歌子は、どこか薄幸そうな女性だったが、そんな彼女が寅次郎の話をするときは笑顔になって、寅次郎に会いたいと言っているというのだ。寅次郎は「いい婿でも探してやりたい」と歌子を守ってあげたい気持ちになるが、その「婿」に自分がなることを夢見てしまう。
翌日、そんな寅次郎のもとを、みどりやマリに情報を聞いた歌子が訪ねてくる。寅次郎の失恋話などで全員が笑い転げるようなとらやでの楽しい団欒に心を癒やされた歌子は、これほど楽しい思いをしたことはないと、また来る約束をする。別れづらそうにする歌子に、さくらは何かを感じ取る。歌子には、ここ何年も結婚を考えている駆け出しの陶芸家の男性がいるのだが、その男性のことを父に認めてもらえず、苦悶していた。「結婚したきゃ勝手にしろよ」と突き放す父の態度にどうしたらいいか分からず、歌子は「どうしてもお父さんが相談に乗ってくださらないのなら、私一人で結論を出すより仕方ありません」という書き置きを残して、家を出る。
とらやを再び訪れた歌子に、さくらは泊まっていくように勧める。歌子はさくらに、実は最初からそのつもりだったと告白する。それを見抜いていたさくらは、父親と何かあったという歌子を翌日の夕食に諏訪家に招待する。自分の結婚後の父親の生活を心配する歌子に対し、博は、誰かの幸せのために犠牲になる人がいても仕方のないことがあると言う。それに、一人で生活しようと思えばできるはずなのに、できないと思い込んでいるだけなのではないか。歌子の父親にはそれに耐える力があるのではないか。そんな博やさくらの言葉に、歌子は結婚への決意を固める。
寅次郎は、その日の昼間、歌子とひとときの時間を一緒に過ごして、幸せいっぱいだった。諏訪家での食事に自分が呼ばれていないことでむくれたこともあったが、博に「兄さんがいては話しづらい愛情問題」と言われて、｢自分との愛情問題｣だと勘違いしてしまっていた。そんな寅次郎は、諏訪家に迎えに行った歌子に、陶芸家との結婚を心に決めたという報告をされ、愕然とする。しかし、歌子が自分一人で悩まずに済んだ、幸せになれたのは寅次郎と出会えたお陰と、泣きながら感謝すると、絞り出すように「よかったじゃねえか。決心できてよ。」と祝福する。そして二人で夜空の流れ星を見上げる。
江戸川の土手で、さくらは、寅次郎の心中を思いやりつつ、いい婿でも探してやりたいという夢が叶ってよかったね。「どうして旅に出て行っちゃうの？」と言うさくらに、「ほら、見な。あんな雲になりてえんだよ」と答え「また振られたか」とつぶやく。
一月後、修吉（歌子の父親）がとらやを訪れ、とらやに届いた歌子からの手紙を見て、歌子へのもてなしに感謝する。歌子からの手紙には、陶芸家との結婚生活の報告とともに、寅次郎らしき男性が歌子の留守中に新居を訪ねたということが書かれてあった。
旅先の、盆踊りのお囃子が聞こえる古びた橋の上で寅次郎と登が再会を喜ぶ。そこにはいつもの寅次郎の明るい笑顔があった。

## スタッフ
- 監督：山田洋次
- 脚本：山田洋次、朝間義隆

## キャスト
- 車寅次郎：渥美清
- さくら：倍賞千恵子
- おいちゃん - 竜造：松村達雄
- おばちゃん - つね：三崎千恵子
- 博：前田吟
- 登：津坂匡章
- 社長 - 桂梅太郎：太宰久雄
- 源公：佐藤蛾次郎
- 戸枝屋（福井の茶店）のおばさん:新村礼子
- みどり：高橋基子 - 歌子の短大時代からの友人。秋に結婚が決まっている。
- マリ：泉洋子 - 歌子の短大時代からの友人。
- 満男：沖田康裕 - 本作のみ
- 夢の子分:中田昇
- 夢の子分:北竜介
- 金平駅駅員:大杉侃二郎
- 百山旅館（金沢）の仲居:戸川美子
- 百山旅館（金沢）の仲居:後藤泰子
- 百山旅館（金沢）の女将：谷よしの
- 夢の親分:吉田義夫
- 不動産屋B：桂伸治
- 不動産屋A：青空一夜 - 林不動産
- 不動産屋C：佐山俊二
- 高見修吉：宮口精二（東宝）- 歌子の父。小説家。
- 御前様：笠智衆
- 歌子（→鈴木歌子）：吉永小百合

## ロケ地
- 石川県：小松市(尾小屋鉄道 金平駅（劇冒頭、寅次郎が夢から覚めた場所）)、金沢市(兼六園、中屋薬舗、長町武家屋敷跡、蛤坂、百山旅館、犀川河畔)
- 福井県：吉田郡永平寺町(永平寺寺門、京善駅)、坂井市(東尋坊（越前松島）、京福電鉄 東古市駅)、福井市長橋町(オープニングの夢の海岸)
- 岐阜県：多治見市（歌子の嫁ぎ先。劇中では、歌子やさくらが「愛知県の窯元のあるところ」としか言っておらず、どこなのかは不明だが、実際のロケ地は岐阜県多治見市。その後、第13作『寅次郎恋やつれ』で歌子と再会した時には、寅次郎が、歌子と亡くなった夫が一緒に住んでいた所を「多治見の方だったね」と言っている。但し、歌子からとらやへ届いた手紙の住所や公式設定では「春日井市高蔵寺町」となっている[3]、瑞浪市(木造橋、EDの寅と登再会)

佐藤(2019)、p.618より。

## エピソード
- 第5作以来となる冒頭の寅次郎の夢のシーンは、漁村でさくらたちを借金取りから救うヒーローの話である。
- 金沢の百山旅館で、歌子等三人が布団の中で会話しているときに、聞こえてくる寅の歌は『チンガラホケキョーの唄』（作詞:関沢新一、作曲:不詳）
- 寅は、吉永小百合のヒット曲『いつでも夢を』を歌いながら、とらやの二階に上がる。
- 工場で社長が従業員に給料を配るシーンのあと、帝釈天題経寺の鐘楼の左脇に、店舗のテント庇に「ローク」の文字が見える（前作「男はつらいよ 寅次郎恋歌」のマドンナ六波羅貴子の喫茶店）
- 使用されたクラシック音楽
  - イングランド民謡：『埴生の宿』（原題『ホーム・スイート・ホーム』）～不動産Ｂ店内。
  - ヨハン・シュトラウス2世作曲：ワルツ『ウィーンの森の物語』作品325 序奏部、ツィターのソロ。
    - 金沢、福井永平寺、歌子らの観光。福井、東古市駅、寅さんと歌子たちの別れ。

  - 同：ワルツ『春の声』作品410 冒頭～福井東尋坊、寅さんと歌子らの観光。
  - テクラ・バダジェフスカ作曲：『乙女の祈り』オルゴール～朝とらやの裏庭で寅さんが体操をする。
  - スコットランド民謡：『故郷の空』～朝日印刷工員のハーモニカ。
- DVDに収録されている特典映像の予告編には本編に収録されていないシーンが多数使われている[4]。
  - オープニングの夢から覚めた後のローカル鉄道に乗るシーン(ディスカバージャパンのポスターと駅員が寅を呼びに来るシーン、電車に乗車した後寅がため息をつくシーン、電車の発車シーン(右下に映っている人の動きが異なっている)など)。
  - 源公が寅さんの恰好をして歩くシーン。
  - みどり、マリがとらやへ寅を案内する箇所で、予告編ではおいちゃんのアップでの「え、ええそりゃ知ってますよ。私の甥っ子です」となっているが、本編では後方から撮影されており台詞も「ええ知ってますよ。私の甥っ子です」に変更されている。
  - 歌子を待つ寅のシーンの別バージョン。本編では博は煙草は咥えておらず、タコ社長がテーブルにぶつかるシーンも大きく、台詞も「今日も彼女は来・・・」で終わっている。
  - バスの中で三人に「バター」の説明をする別バージョン。本編では歌子は額に手を当てて笑っているが予告編では口に手を当て手の甲で額を触っている。
  - 東尋坊の芝生で三人が転げ落ちるシーン。本編では女性ものの帽子を寅が被っておどけているが、予告編では金色夜叉のマネをし、転げ落ちる女の子も一人である。
  - 永平寺から三人が出てくるシーン。予告編では永平寺の文字が入っており、歩くシーン場所も左方である。
  - バターで写真を撮るシーン。予告編では、チェックの女の子の首の傾げ方が少ない別バージョン。
  - 初めて歌子がとらやを訪ねてくるシーン。予告編では、早々と歌子が帰ろうとしたり、寅が団子を勧めたり、寅が自分でお盆に団子と瓶ジュースを載せて出てきたり、満男を抱いたおばちゃんが現れるなど、大きく異なっている。
  - 帝釈天の廊下で、滑って遊んでいる寅と源公の別バージョン。
- 後半では、珍しくセットの帝釈天で撮影をしている。

## 記録
- 観客動員数：188万9000人[1]
- 配給収入：5億1000万円[1]
- 上映時間：108分

## 受賞
- 第46回キネマ旬報ベスト・テン
  - 日本映画第6位
  - 読者選出日本映画第6位

### 啖呵売
- 品物：ネックレス
- 場所：金沢兼六園

### 同時上映
- 祭りだお化けだ全員集合!!（ザ・ドリフターズ）